# Köncho Yenlak
Köncho Yenlak aussi appelé Könchog Yenlag tibétain : དཀོན་མཆོག་ཡན་ལག, Wylie : dkon mchog yan lag (6 septembre 1525 - 19 août 1583) est un maître de méditation bouddhiste tibétain et un érudit de la lignée Kagyupa – l'une des quatre écoles principales du bouddhisme tibétain. Il est le cinquième shamarpa.

## Biographie
Shamarpa Könchog Yenlag est né à Gaden Kang Sar, un modeste comptoir commercial du sud du Tibet, au nord de la frontière indienne. Lorsque le huitième karmapa Mikyö Dorje se trouvait à Tsari dans le Kongpo, une province voisine de Gaden Kang Sar, il y rencontra un shamarpa de deux ans. Le cinquième shamarpa reçut le nom de Könchog Yenlag et sa couronne rouge lors de la cérémonie de réception. Il resta avec le karmapa jusqu'à l'âge de douze ans et reçut de lui l'initiation aux six yogas de Nāropa, au Grand Sceau et à de nombreux autres enseignements de la lignée Kagyu.
Le huitième karmapa avait deux disciples exceptionnels : shamarpa et le deuxième Pawo Rinpoché Tsouglag Trengwa. Shamarpa a inlassablement exploré tous les chemins pouvant conduire à une compréhension plus profonde du dharma. C'était un brillant disciple qui propageait le dharma en alternant de grands cycles d'activité, d'apprentissage et de méditation. Lorsque le huitième karmapa quitta son corps, il laissa derrière lui une lettre avec une prédiction précise annonçant le lieu de sa prochaine renaissance, facilitant ainsi la tâche difficile d'identifier sa neuvième incarnation. Le neuvième karmapa Wangchuk Dorje fut intronisé à Karma Gön puis voyagea pour rejoindre le monastère de Tsourphou avec Könchog Yenlak. Il débuta ses études avec Könchog Yenlak qui devint le professeur principal et le second Pawo Rinpoché. A l'âge de vingt quatre ans, il reçut l'ordination monastique complète de Könchog Yenlak qui lui donna le nom de Palden Mipalm Chökyi Wangchuk.
Au cours de sa vie, Könchog Yenlag a écrit sept textes célèbres sur la pratique de la méditation.